# Communauté de communes de la Suisse Normande
Die Communauté de communes de la Suisse Normande ist ein ehemaliger französischer Gemeindeverband mit der Rechtsform einer Communauté de communes im Département Calvados in der Region Normandie. Sie wurde am 26. Dezember 1996 gegründet und umfasste 30 Gemeinden. Der Verwaltungssitz befand sich in der Commune nouvelle Thury-Harcourt-le-Hom.

## Historische Entwicklung
Mit Wirkung vom 1. Januar 2017 fusionierte der Gemeindeverband mit der Communauté de communes du Cingal und bildete so die Nachfolgeorganisation Communauté de communes Cingal-Suisse Normande.

## Ehemalige Mitgliedsgemeinden
1. Acqueville
2. Angoville
3. Le Bô
4. Cauville
5. Cesny-Bois-Halbout
6. Clécy
7. Combray
8. Cossesseville
9. Croisilles
10. Culey-le-Patry
11. Donnay
12. Espins
13. Esson
14. Goupillières
15. Grimbosq
16. Les Moutiers-en-Cinglais
17. Martainville
18. Meslay
19. Mutrécy
20. Ouffières
21. Placy
22. La Pommeraye
23. Saint-Lambert
24. Saint-Laurent-de-Condel
25. Saint-Omer
26. Saint-Rémy
27. Thury-Harcourt-le-Hom (Commune nouvelle)
28. Tournebu
29. Trois-Monts
30. Le Vey